# Busco novio para mi mujer
Busco novio para mi mujer es una película de comedia mexicana de 2016 dirigida por Enrique Begné. Esta protagonizada por Sandra Echeverría, Arath de la Torre y Jesús Ochoa.

## Trama
Busco novio para mi mujer es una comedia romántica mexicana que cuenta la historia de una pareja de clase media, integrada por Paco (Arath de la Torre) y Danna (Sandra Echeverría), que pasa por una crisis en su matrimonio. Él está cansado de lidiar con la negatividad y amargura de su mujer quien va por la vida enojada, a la defensiva y tratando muy mal a todos por lo que decide divorciarse. Como no quiere ser él quien termine la relación, busca un pretexto para romperla, sus amigos le recomienda buscar a El Tiger Cordera (Jesús Ochoa) un implacable seductor al que no hay mujer que se le resista, de hecho corre el rumor de que Salma Hayek se fue de México por él. Contratarlo es garantía así que Paco lo busca y le da una serie de recomendaciones para poder seducir a Dana, entre ellas esta darle un trabajo y nuevas actividades. El plan no sale conforme lo esperado ya que el hacer algo que le gusta y disfruta le devuelve la pasión por la vida, provocando que Paco se vuelva a enamorar de ella.

## Reparto
- Sandra Echeverría como Dana
- Arath de la Torre como Paco
- Jesús Ochoa como Tiger Cordera
- Mónica Huarte como Luz Ma
- Tizoc Arroyo como Emiliano
- Alejandro Cuétara como Gabriel
- Verónica Falcón como Mujer Convertible
- Oscar Gordillo
- Yago Muñoz como Gerry
- Arnulfo Reyes Sánchez como Guardia de seguridad